# The Golem
The Golem è un film horror-fantasy israeliano del 2018 diretto da Doron Paz e Yoav Paz. L'opera è stata mostrata al pubblico per la prima volta il 27 agosto 2018 ed è stata distribuita globalmente da Netflix il 26 giugno 2019.

## Trama
Nella campagna lituana di metà XVII secolo c'è una piccola, pacifica e isolata comunità ebraica in cui le cose procedono placidamente fin quando, inaspettatamente, nei dintorni del villaggio irrompe la peste. Proprio nel giorno di un matrimonio un tale di nome Vladimir, accompagnato dai suoi uomini, interrompe l'evento accusando ingiustamente la comunità di aver maledetto la sua gente e minacciando uno sterminio qualora nessuno di loro riesca a guarire la figlia infettata dal morbo.
Dopo questa minaccia, per difendere sé stessa e i propri concittadini, Hanna decide, in preda alla disperazione e nonostante i forti rischi, di utilizzare la cabala ebraica per richiamare in vita la figura mitologica del Golem scegliendo, inconsciamente, come forma l'immagine del figlioletto deceduto 7 anni prima. Sebbene il Golem sia fedele ad Hanna e aiuti la comunità a far fronte alle forze di Vladimir esso si rivela pericoloso e privo di scrupoli.

## Accoglienza

### Incassi
L'opera ha incassato complessivamente nel mondo 266.440 dollari americani.

### Critica
Sull'aggregatore di recensioni Rotten Tomatoes l'opera ha ottenuto il 90% di recensioni positive. Su Metacritic ha ottenuto una media ponderata di 63/100 su una base di 4 critici.
Matteo Vergani per la rivista Nocturno ha dato al film un voto di 2.5 stelle su 5 definendolo come «una bella infornata di idee» ma «in un contesto parecchio insipido e senza troppa verve».

## Riconoscimenti

### Candidatura nella categoria miglior film

#### 2018
- London Fright Fest Film Festival[2]
- Busan International Film Festival[3]
- Morbido Film Fest[4]
- Utopia Festival[5]
- Panic Film Festival[6]
- Sitges Film Festival[7]

#### 2019
- Miami Jewish Film Festival[8]